# إعاقة غير مرئية

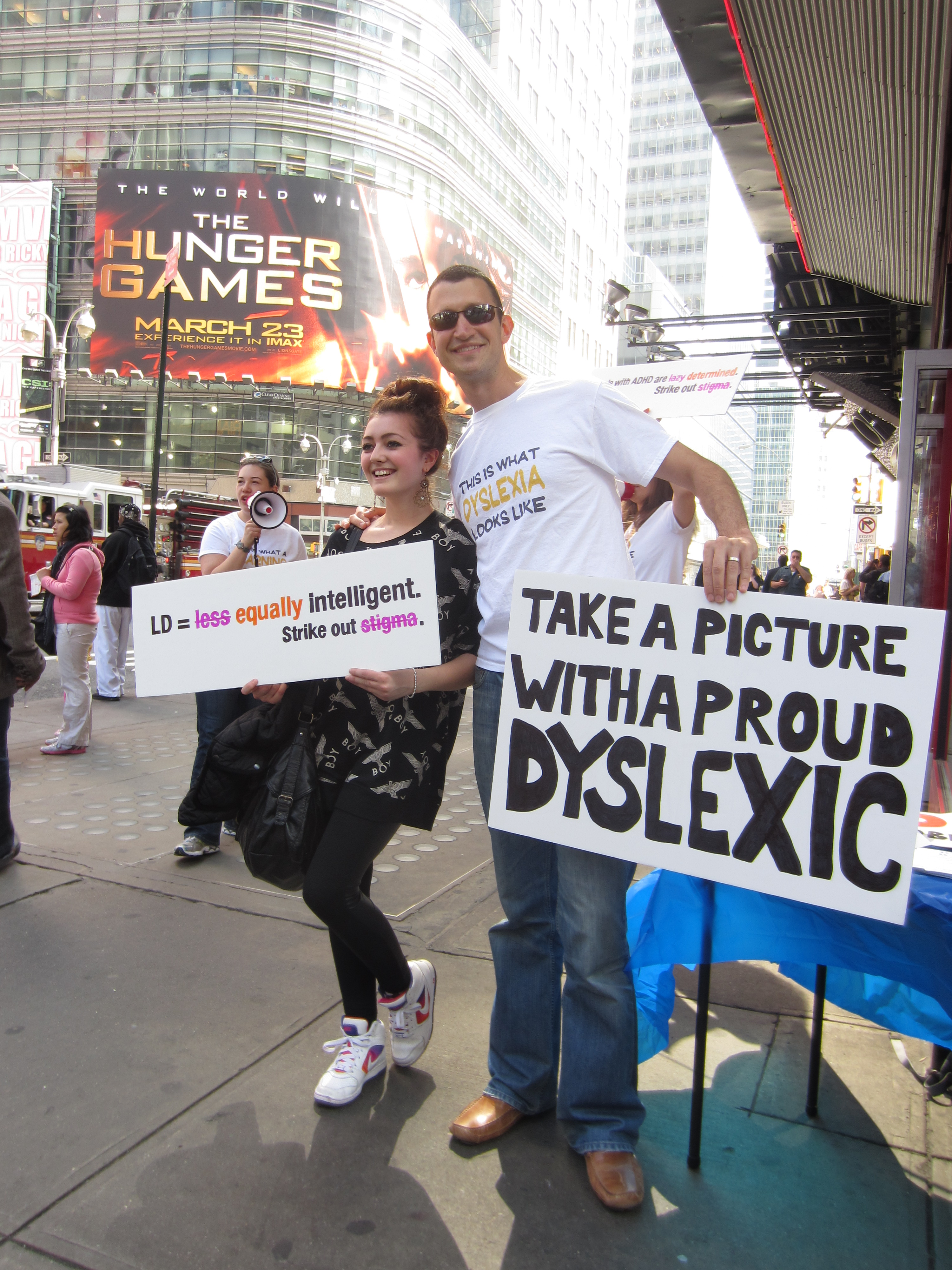
فتاة تتخذ وضعًا للتصوير في ميدان التايمز مع رجل يحمل لافتة تقول "التقط صورة مع شخص فخور بنفسه ويعاني من عسر القراءة". وقد نظم الحدث مشروع "آي تو آي" لزيادة الوعي بشهر صعوبات التعلم.

الإعاقات غير المرئية هي الإعاقات التي لا تظهر في الحال. فبعض الأفراد المصابين بإعاقات بصرية أو سمعية، والذين لا يرتدون نظارات أو سماعات أذن أو يرتدون سماعات أذن غير ظاهرة، قد لا تظهر عليهم الإعاقات ومظاهر العجز التي يعانون منها بشكل واضح. كما أن بعض الأفراد المصابين بفقدان البصر قد يرتدون عدسات لاصقة. ويعتبر عدم القدرة على الجلوس فئة أخرى من العجز غير المرئي، وغالبًا ما تحدث مشكلات الجلوس نتيجة الإصابة بـ ألم الظهر المزمن. وبالنسبة لأولئك الذين يعانون من مشكلات في المفاصل أو ألم مزمن، فقد لا يستعملون أجهزة مساعدة على الحركة في بعض الأيام أو قد لا يستعملونها مطلقًا.
ويمكن أن تتضمن الإعاقات غير المرئية الأمراض المزمنة والحالات المرضية، مثل القصور الكلوي وعمى الألوان والسكري والصرع والربو ومتلازمة التعب المزمن والفبروميالغية (ألم مزمن وتصلب في العضلات والمفاصل) واضطرابات النوم، إذا كانت هذه الأمراض تعوق بصورة كبيرة ممارسة الأنشطة الطبيعية للحياة اليومية. وهناك إعاقات غير مرئية أخرى تتضمن، على سبيل المثال لا الحصر، متلازمة العوز المناعي المكتسب (الإيدز) والفصام واضطراب التوافق الحركي النمائي (DCD)/ عسر القراءة وقصور الانتباه وفرط الحركة والكآبة واضطرابات القلق والسرطان والحساسية والتوحد. في الولايات المتحدة، لا تظهر على 96% من الأفراد المصابين بحالات مرضية مزمنة آثار خارجية للمرض، كما أن 10% يعانون من أعراض يمكن اعتبارها عجزًا.

## الأثر
تسمى الإعاقات غير المرئية أيضًا «الإعاقات الخفية»، ويمكن أن تعوق جهود الفرد فيما يتعلق بالذهاب إلى المدرسة والعمل والتفاعل الاجتماعي وغير ذلك الكثير. وبالرغم من أن الإعاقة تشكل تحديًا للفرد المصاب بها، فإن حقيقة الإصابة بالإعاقة يمكن أن يصعِّب على الآخرين إدراكها أو الاعتراف بها. فالآخرون قد لا يتفهمون سبب المشكلة، إذا لم يستطيعوا مشاهدة دليل عليها بطريقة مرئية وواضحة. فالطلاب المصابون بالعجز الإدراكي يجدون من الصعب عليهم تنظيم العمل المدرسي وإكماله، وفي نفس الوقت فقد ينفد صبر المعلمين الذين لا يعرفون سبب الصعوبات التي يواجها الطلاب:
إن الإعاقة التي قد تظهر في بعض المواقف يمكن ألّا تظهر في مواقف أخرى؛ مما قد يؤدي إلى حدوث مشكلات خطيرة. فعلى سبيل المثال، قد لا يكون المسافر عبر الطائرة المصاب بالصمم قادرًا على سماع التعليمات الشفهية التي يتم توجيهها إلى راكبي الطائرة. ولهذا السبب، يُطلب من المسافرين المصابين بعجز خفي إخبار شركة الطيران بحاجتهم إلى توفيق أوضاعهم قبل انطلاق رحلة الطيران التي سيسافرون عليها.:
لا يرغب بعض الموظفين المصابين بالإعاقات غير المرئية في الكشف عن تشخيص إصابتهم بالإعاقة لأصحاب العمل الذين يعملون لديهم، وذلك بسبب الخوف من نظرات الخزي التي تُوجه إلى الأفراد المصابين بإعاقات، سواءٌ في محل العمل أو في المجتمع بصفة عامة. وقد يحدث هذا عند ظهور اضطراب نفسي أو عدد من الأمراض الأخرى غير المرئية. وقد يتعين على الباحثين في مجال الموارد البشرية أخذ حالة التعتيم هذه في الاعتبار عند إجراء الدراسات.

## الأيديولوجيات التي تؤثر على الأفراد المصابين بإعاقات غير مرئية
يوجد العديد من الأيديولوجيات التي تلعب دورًا مهمًا فيما يتعلق بكيفية معاملة الأفراد المصابين بإعاقات غير مرئية. والأيديولوجيات التي يتم التركيز عليها هنا تكمن في النموذجين الطبي والاجتماعي المتعلقين بالإعاقة. وكل نموذج منهما يشكل أهمية بالغة لاستيعاب التمييز ضد الأفراد المصابين بإعاقات غير مرئية وطريقة معاملتهم. وتنتشر هذه الأيديولوجيات بكثافة في الثقافة العامة، ويُعبر عنها من خلال العديد من الطرق.

### النموذج الطبي للإعاقة
يعتمد النموذج الطبي للإعاقة على نظرية الإعاقة التي تنبثق عن وجهة نظر طبية تخصصية. ففي هذا النموذج، يكون دور الطبيب تشخيص المرض من خلال تحليل الأعراض، ثم وصف طريقة للعلاج. فالغاية من معالجة المريض تكمن في تقليل الألم أو القضاء عليه. وهذا النظام المتمثل في «التشخيص والعلاج» يؤدي إلى أن يكون هناك إدراك عام أن الشخص المصاب بإعاقة يعتبر «غير طبيعي»، وأنه مصاب بحالة تعتبر «ضررًا» في جوهرها، والتي ينبغي بناءً على ذلك تغييرها من خلال العلم الطبي، وهذا حتى يتسنى جعل الحالة والشخص «طبيعيين». ومع ذلك، «تقاوم الإعاقة العلاج وتميل إلى العمل وفقًا لقواعدها الذاتية»  وهذا يضع التدخل الطبي في موضع يحول دون تغلبه على الإعاقة مطلقًا. ومع توافق النموذج الطبي مع غايته، فإنه يمكنه أن يدفع الأطباء وعلماء العلاج الطبي إلى البحث الدائم عن حل، وهذا الحل يعتبر بعيد المنال في واقع الأمر.
ونظرًا لتركيز النموذج الطبي للإعاقة على علاج شيء ما يعتبر متقلبًا، فإن الأفراد المصابين بالإعاقات يُعتبرون مختلين جسديًا أو عقليًا. وهذا يترتب عليه مشكلة مثيرة للانتباه للأفراد المصابين بالإعاقات غير المرئية - أولئك الذين يحرصون دائمًا على عدم إظهار إعاقتهم عيانًا للمشاهد العادي. فمن ناحية، يتعرض الأفراد المصابون بالإعاقات غير المرئية للتمييز ضدهم لكونهم مختلين جسديًا أو عقليًا، وذلك وفقًا لما يشير إليه النموذج الطبي. ومن ناحية أخرى، لا تظهر القدرات المحدودة للأفراد ذوي الإعاقات غير المرئية في القيام بـ «الوظائف الطبيعية»؛ ونتيجة لذلك عندما تظهر مشكلات الإعاقة، فإن الناس ينظرون إليهم على أنهم مثيرون للشفقة أو جاذبون للانتباه أو يبحثون عن ميزات خاصة. وبعبارة أخرى، يمكن أن يؤدي النموذج الطبي للإعاقة إلى أفكار غير صحيحة وسوء فهم، مما يدفع بعض الأفراد لأن يكونوا «فاقدي الإحساس وقليلي الرغبة في تلبية احتياجات [الأفراد] الذين لا تبدو إعاقاتهم ظاهرة للعيان».

### النموذج الاجتماعي للإعاقة
لقد قام الأفراد المصابون بالإعاقة بتصميم النموذج الاجتماعي للإعاقة كأداة للمساعدة في تحليل الممارسات التمييزية التي يواجهها الأفراد المصابون بالإعاقة ومناقشتها ومكافحتها. وفي هذا النموذج، يتم بيان أنماط التمييز في جميع مجالات الحياة العامة، بما في ذلك العمل والوظائف الاجتماعية والسياسات العامة، والتي تعوق الأفراد من المشاركة في هذه المجالات. فعلى سبيل المثال، قد يتعرض الفرد المصاب بإعاقة غير مرئية إلى تمييز ما أثناء إجراء مقابلة للحصول على وظيفة في حالة كشفه عن العجز أو الإعاقة المحددة التي يعاني منها. ولأن المجتمع الغربي تم تنظيمه وفقًا لمجموعة من قيم العمل التي تؤكد على أهمية التوافق لتحقيق أكبر قدر من انسيابية العمل مع تحفيز التنافسية بين العاملين في الوقت نفسه، فإن الأفراد المصابين بالإعاقة غير المرئية يواجهون تمييزًا في المواقف حيث ربما يتم النظر إلى محاولات توفيق أوضاعهم الخاصة على أنها تتعارض مع القيم الاجتماعية. ويتعرض الأفراد المصابون بالإعاقات، سواءٌ المرئية أو غير المرئية، لتمييز اجتماعي في ممارسات التوظيف. ومع ذلك، فالفرد المصاب بالإعاقة غير المرئية مثل التعب المزمن أو الموهن قد لا يرغب في الكشف عن عجزه المحدد. وكما يقترح كولين بارنز، فإنه عندما تعتمد مبادئ قيم المجتمع على الضرورات الاجتماعية والالتزامات والتوافق؛ فسيتم تقدير الأفراد المصابين بالإعاقات وتضمينهم مع هؤلاء الذين سيتم توفير فرص عمل لهم. إن النموذج الاجتماعي للإعاقة يحدد القيم المجتمعية التي تعوق الأفراد من خلال إجراءات مفروضة تحول دون الانخراط في الحياة العامة.

## الانتشار في الولايات المتحدة
هناك نحو 10% من الأمريكيين يعانون من حالة مرضية يمكن اعتبارها إعاقة غير مرئية. وتقريبًا فإن هناك واحدًا من بين كل اثنين من الأمريكيين (133 مليونًا) مصابًا بحالة مرضية مزمنة من نوع أو آخر. ومع ذلك، فإن غالبية هؤلاء الأفراد لا يعتبرون معاقين فعليًا، حيث أن أمراضهم لا تعوق ممارستهم أنشطة الحياة الطبيعية.
يشار إلى أن 96% من المصابين بحالات مرضية مزمنة يعيشون بمرض ما يعتبر غير مرئي. وهؤلاء الأفراد لا يستعملون عكازًا أو أيًّا من الأجهزة المساعدة، ويمارسون حياتهم وكأنهم غير مصابين بأي مرض. ولكن نحو ربع عددهم مصاب بنوع من الحالات التي تتسبب في تقييد الأنشطة، والذي يدور في نطاق بين المستوى الخفيف إلى الحاد، وأما الباقون الذين تبلغ نسبتهم 75% فغير معاقين بسبب إصابتهم بأمراض مزمنة.

## الحماية القانونية
تحمي قوانين الإعاقة الوطنية والمحلية أولئك المصابين بإعاقات غير مرئية؛ مثل قانون الأمريكيين ذوي الإعاقات. وقد تم تعديل قانون إعادة التأهيل لعام 1973 عدة مرات، وذلك حتى يتضمن تعريف «المعاق» عبارة «أي فرد (ج) يعتبر مصابًا بمثل هذا العجز».
فهذه النقطة المُعرَّفة المحددة «للمعاق» تضع تقييم العجز في يد المراقبين الذين ربما يعتبرون أو لا يعتبرون هم الآخرين مصابين بعجز. وبالنسبة للمصابين بالإعاقات، سواءٌ المرئية أو غير المرئية، فإن هذا يوفر المناخ أمام القيام بممارسات تمييزية، والتي تنتج عن تصور المراقب المتعلق بمن يُعتبر معاقًا ومن لا يعتبر كذلك.

## ردود الأفعال
هناك عدد متزايد من المنظمات والحكومات والمؤسسات تقوم بتنفيذ سياسات ولوائح لموافقة أوضاع الأفراد المصابين بإعاقات غير مرئية. وقد قامت الحكومات وإدارات المدارس بإجراء اختبارات فحص وتصفية لتحديد الطلاب المصابين بصعوبات تتعلق بالتعلم، بالإضافة إلى غير ذلك من الإعاقات غير المرئية، مثل صعوبات الرؤية أو الاستماع، أو مشكلات متعلقة بالقدرة الإدراكية أو المهارات الحركية أو التنمية الاجتماعية أو الانفعالية. وفي حالة تحديد إعاقة غير مرئية، فإنه يمكن استخدام الموارد المتاحة لوضع الطالب في برنامج تعليم خاص من شأنه أن يساعده على تحقيق التقدم في المدرسة.

## كتابات أخرى
- Sveilich, C. (2004) Just Fine: Unmasking Concealed Chronic Illness And Pain. Avid Reader Press. ISBN 0-9700150-4-6.

## وصلات خارجية
- Invisible Disabilities Association